# محمد یوسف غضنفر
محمد یوسف غضنفر (زاده: ۱۳۴۴ مزار شریف، ولایت بلخ) سیاست‌مدار افغانستانی و نماینده مردم بلخ در دوره پانزدهم مجلس نمایندگان افغانستان است.

## زندگی‌نامه
الحاج محمد یوسف غضنفر فرزند الحاج عبد الغفار از ملیت ازبک متولد سال ۱۳۴۴ هـ. ش شهر مزار شریف می‌باشد. او تحصیلات خویش را الی صنف دوازدهم در لیسه باختر به پایان رسانید. در سالهای ۱۳۶۰ الی ۱۳۷۲ به تجارت با کشور ازبکستان پرداخته ثروتی را اندوخت. او مالک غضنفر بانک می‌باشد که در عرصه بانکداری پیشرفت خوبی نموده بود. غضنفر نماینده پشین مردم ولایت بلخ در دوره پانزدهم مجلس نمایندگان افغانستان بود. او برادر حسن بانو غضنفر وزیر سابق امور زنان شوهر فایزه گیلانی می‌باشد. محمد یوسف غضنفر در انتخابات سال ۱۳۹۸ با گروه دولت ساز متحد گردیده پس از انتخابات نماینده فوق‌العاده رئیس‌جمهور در امور توسعه اقتصادی، تجارتی و کاهش فقر بود. قرار معلوم او در انتخابات غنی مبلغ ۲۷ میلیون دلار را به مصرف رساند.
غنی در مراحل اول می‌خواست وی را به حیث معاون سوم مقرر نماید. انتخاب معاون سوم در تکت انتخاباتی تلاشی بود برای جذب آرای قوم اوزبیک که چهارمین گروه قومی بزرگ کشور، اما به نسبت نبودن قانون برای معاون سوم به پست جدید مقرر گردید. متأهل و دارای شش دختر و یک پسر می‌باشد. غضنفر یک هفته قبل پس از ابتلا به مرض کرونا، برای معالجه به ترکیه منتقل گردیده بود. و در آنجا تحت مراقبت جدی بود. در ۱۳ تیر ۱۳۹۹ به عمر ۵۵ سالگی درگذشت.

## دیگر فعالیت‌ها
- تجارت آزاد[۱] و بانکداری